# ヨハン1世 (プファルツ＝ツヴァイブリュッケン公)
ヨハン1世（Johann I., 1550年5月8日 - 1604年8月12日）は、プファルツ＝ツヴァイブリュッケン公（在位：1569年 - 1604年）。プファルツ＝ツヴァイブリュッケン公兼プファルツ＝ノイブルク公ヴォルフガングとヘッセン方伯フィリップの娘アンナの次男。プファルツ＝ノイブルク公フィリップ・ルートヴィヒの弟、プファルツ＝ズルツバッハ公オットー・ハインリヒ、プファルツ＝ツヴァイブリュッケン＝フォーエンシュトラウス＝パルクシュタイン公フリードリヒ、プファルツ＝ツヴァイブリュッケン＝ビルケンフェルト公カール1世の兄。
1569年の父の死に伴い遺領を分割し、ヨハンはプファルツ＝ツヴァイブリュッケン公となった。1588年、宗派をルター派からカルヴァン派に改宗した。

## 子女
1579年、ユーリヒ＝クレーフェ＝ベルク公ヴィルヘルム5世の娘マグダレーネと結婚、9人の子を儲けた。この結婚に先立ち、1574年に兄のフィリップ・ルートヴィヒがマグダレーネの姉アンナと結婚している。
- ルートヴィヒ・ヴィルヘルム（1580年 - 1581年）
- マリア・エリーザベト（1581年 - 1637年） - プファルツ＝フェルデンツ公ゲオルク・グスタフと結婚。
- アンナ・マグダレーネ（1583年）
- ヨハン2世（1584年 - 1635年） - プファルツ＝ツヴァイブリュッケン＝フェルデンツ公、プファルツ選帝侯フリードリヒ4世娘ルイーゼ・ユリアナと結婚。
- フリードリヒ・カジミール（1585年 - 1645年） - プファルツ＝ツヴァイブリュッケン＝ランツベルク公、オラニエ公ウィレム1世の娘エミリアと結婚。
- ヨハン・カジミール（1589年 - 1652年） - プファルツ＝クレーブルク公。スウェーデン王カール10世の父。
- アマーリア・ヤコバ・ヘンリエッタ（1592年 - 1655年） - ヤコブ・フランツ・フォン・ペスタクラダと結婚。
- エリーザベト・ドロテア（1593年）
- アンナ・カタリーナ（1597年）